# Rivière Deschênes
Pour les articles homonymes, voir Deschênes.
La rivière Deschênes coule dans les municipalités de Notre-Dame-des-Neiges et de Trois-Pistoles, dans la municipalité régionale de comté (MRC) Les Basques, dans la région administrative du Bas-Saint-Laurent, au Québec, au Canada.
Ce ruisseau se déverse sur la rive ouest de la rivière Renouf laquelle coule vers le nord jusqu'au littoral sud-est du fleuve Saint-Laurent, au cœur du village de Trois-Pistoles.

## Géographie
La rivière Deschênes prend sa source de ruisseaux agricoles dans le 3e rang Ouest, dans Notre-Dame-des-Neiges (Québec), soit dans la plaine riveraine du littoral sud-est de l'estuaire du Saint-Laurent. Cette source est située à 4,3 km au sud-est du littoral sud-est de l'estuaire du Saint-Laurent, à 4,1 km au sud du centre du village de Trois-Pistoles, à 1,8 km à l'est d'une boucle de la rivière des Trois Pistoles.
La rivière Deschênes descend vers le nord-ouest d'abord à travers des zones agricoles, puis en traversant la partie ouest du village de Trois-Pistoles. 
La rivière Deschênes coule sur 4,9 km répartis selon les segments suivants :
- 2,5 km vers le nord-ouest en zone agricole dans Notre-Dame-des-Neiges (Québec), jusqu'à la route du 2e Rang Ouest ;
- 1,2 km vers le nord, jusqu'à la limite de Trois-Pistoles ;
- 0,3 km vers le nord-ouest dans Trois-Pistoles, jusqu'à la route 132 ;
- 0,9 km vers le nord, jusqu'à sa confluence située dans Trois-Pistoles[2].

La rivière Deschênes se déverse sur la rive ouest de la rivière Renouf.

## Toponymie
Le toponyme « Rivière Deschênes » a été officialisé le 11 juin 1982 à la Commission de toponymie du Québec